# キプロスの女王ロザムンデ
『キプロスの女王ロザムンデ』（Rosamunde, Prinzessin von Zypern ）作品26、D797は、フランツ・シューベルトが同名のロマン劇のために作曲した劇付随音楽である。『ロザムンデ』と略される。

## 概要
この付随音楽は、ベルリン出身の女流作家ヘルミーネ・フォン・シェジー（1783年 - 1856年）の戯曲『キプロスの女王ロザムンデ』のために作曲された。シェジーは1823年の10月にウェーバーの歌劇『オイリアンテ』の台本を書き、その初演に立ち会うためにウィーンに滞在していたが、10月25日にケルントナートーア劇場で行なわれた上演が不評だったため、急遽名誉挽回のために『ロザムンデ』を12月20日に書き上げ、ウィーンのアン・デア・ウィーン劇場で上演した。しかし劇は翌日再演されただけで上演が打ち切られてしまった。その劇音楽の作曲を依頼されたのがシューベルトで、12月20日の初演までの短い期間で、10曲からなる付随音楽を完成させた。
この時、序曲だけが間に合わず、その前年に作曲された歌劇『アルフォンソとエストレッラ』D732の序曲を転用した。『アルフォンソとエストレッラ』は、シューベルトのかなりの自信作であったが、ウィーンで上演されることがなかったため、序曲だけでも人々の耳に触れさせるために意図したと考えられている。後に、1820年に作曲されてかなりの評判を得た劇付随音楽『魔法の竪琴』D644の序曲が『ロザムンデ』の序曲として転用された。この『魔法の竪琴』序曲の自筆の草稿には、後に何者かによって『ロザムンデ作品26』というタイトルが書き込まれていて、かなりややこしくなっている。
上述の通り、1823年12月20日に初演がアン・デア・ウィーン劇場で行なわれたが、台本の稚拙さゆえに失敗に終わってしまった。舞台は貧弱で、主役の女優が下手だったことや、ウェーバーとシューベルトが『オイリアンテ』のことで仲違いをしたために、ウェーバーの支持者たちが可能な限り上演を妨害したからだといわれている。しかしシューベルトの音楽は、初演当時から好評をもって迎えられたのは事実であり、現在でも部分的にはたびたび演奏されている。

## あらすじ
『ロザムンデ』の台本は散逸してしまったと考えられてきたが、最近になって初演後に改訂された5幕版が発見され、1996年に出版された。後に初版の断片も発見されている。
台本は次のような内容となっている。
ロザムンデはキプロス王の娘で、彼女が2歳の時に父が死に、父の遺言により貧しい船乗りの未亡人アクサに預けられ18歳になるまで養育された。それを知る市長アルバヌスが、彼女が18歳の誕生日に、長い間死んだと思われていたロザムンデが健在で、キプロスの唯一の正当な統治者であることを布告する。
しかし、それまでの代理の統治者であったフルゲンティアスが、支配者という地位を失わないよう、ロザムンデを自らの妻に迎えようとするが、それに失敗する。すると今度は暗殺しようとする。ロザムンデの暗殺を防いだのはマンフレートという青年で、実は彼はロザムンデが幼少の頃から定められていた婚約者のカンディア王子アルフォンスであった。
フルゲンティアスはロザムンデ暗殺のために用意した毒の罠に誤って自らハマってしまい、自滅してしまう。最終的に、ロザムンデとアルフォンスが結ばれてハッピーエンドとなる。

## 楽器編成
フルート2、オーボエ2、クラリネット2、ファゴット2、ホルン4、トランペット2、トロンボーン3、ティンパニ、弦五部

## 構成
序曲は約10分、全曲は約1時間を要する。全曲が演奏されることは滅多になく、抜粋で演奏されることが多い。

### 序曲
アンダンテ（ハ短調）の序奏とアレグロ・ヴィヴァーチェ（ハ長調）の主部からなり、序奏は抒情的でロマン的な旋律の美しさが印象的である。主部はソナタ形式による単純な形をとっているが、親しみやすい楽想をもっている。これは序曲『魔法の竪琴』 D644からの転用であるが、コーダはイタリア風序曲ニ長調D590と同じである。演奏時間は約10分であり、演奏会にも独立して頻繁に演奏される。

### No.1
第1幕の後の間奏曲。ロ短調、アレグロ・モルト・モデラート。全曲そのままではあまりにも間延びするという理由で、クルト・マズアほかの指揮者は途中で速くテンポを切り上げているが、シューベルトの現指定にそのような指示はない。ニューボールドほかの研究者は、これこそが未完成交響曲の真のフィナーレと主張している。

### No.2
バレエ音楽第1番。No.1と同じ素材のロ短調、アレグロ・モデラートと後半がト長調のアンダンテ・ウン・ポコ・アッサイ。このアンダンテ・ウン・ポコ・アッサイ部分はもともと未完成交響曲第三楽章のトリオ2だったと主張する研究者がいる。

### No.3

#### a
第2幕の後の間奏曲。ニ長調、アンダンテ

#### b
ロマンツェ。ヘ短調、アンダンテ・コン・モート

### No.4
幽霊の合唱。ニ長調、アダージョ
　　第2幕に舞台裏で歌われる男声4部合唱。ホルンとトロンボーンのみによる伴奏で、フルゲンティアスに働く見えざる悪の力が歌われる。

### No.5
第3幕間奏曲。アンダンテイーノ、変ロ長調
第3幕と第4幕の間で演奏される間奏曲で、シューベルトの作曲した中でも特に名高いもののひとつで、弦楽四重奏曲第13番『ロザムンデ』D804や即興曲 変ロ長調 D935-3にも流用されている。主部とト短調、変ロ短調の2つのトリオからできている。

### No.6
羊飼いの旋律。変ロ長調、アンダンテ

### No.7
羊飼いの合唱。変ロ長調、アレグレット

### No.8
狩人の合唱。ニ長調、アレグロ・モデラート

### No.9
バレエ音楽第2番。ト長調、アンダンティーノ。
第4幕で踊られる軽快なバレエで、アンダンティーノの軽快な楽想で始まる。その後様々な楽想が次々と現れ、変化に富んだ音楽に作り上げられてゆく。最後は再び最初の楽想が戻ってきて終わる。

## 全曲録音
| 指揮者               | 管弦楽団                                         | レーベル             | 録音年代                                                                           | 備考 |
| -------------------- | ------------------------------------------------ | -------------------- | ---------------------------------------------------------------------------------- | ---- |
| クラウディオ・アバド | ヨーロッパ室内管弦楽団、エルンスト・ゼンフ合唱団 | ドイツ・グラムフォン | 序曲のみ1987年12月にウィーンにて、それ以外は全て1989年12月にベルリンで収録された。 |      |